# Tarnowola
Tarnowola – wieś w Polsce położona w województwie lubelskim, w powiecie biłgorajskim, w gminie Józefów. Miejscowość leży pośród lasów Puszczy Solskiej, przy drodze powiatowej łączącej Józefów z Tereszpolem.
W latach 1975–1998 miejscowość położona była w województwie zamojskim.
Wieś jest sołectwem w gminie Józefów. Według Narodowego Spisu Powszechnego z roku 2011 wieś liczyła 120 mieszkańców i była jedenastą co do liczby ludności miejscowością gminy.
Wierni Kościoła rzymskokatolickiego należą do parafii św. Stanisława Biskupa Męczennika w Górecku Kościelnym.

## Historia
Tarnowolę w wieku XIX opisano jako wieś w powiecie biłgorajskim, ówczesnej gminie Aleksandrowo, parafii grecko-kat. Majdan Sopocki, rzymsko-kat. w Józefowie.
Spis z roku 1827 wykazał 26 domów i 160 mieszkańców, ówczesna parafia Górecko. Dobra Stanowiły Tarnowolę i Brzeziny ich rozległość wynosiła w r. 1839 – 816 mórg. Wieś Tarnowola posiadała osad 18 z gruntem mórg 269, wieś Brzeziny osad 25 oraz gruntu 439 mórg.
Podczas II wojny światowej, w nocy z 22 na 23 czerwca 1944 r., niedaleko Tarnowoli 9. kompania sztabowa AL wydostała się z niemieckiego okrążenia (akcja „Sturmwind II”).

## Zabytki
W Tarnowoli znajduje się zabytkowa chata z XIX w., barokowa figura przydrożna, oraz murowana kapliczka.